# New Masters
New Masters är ett album av sångaren/låtskrivaren Cat Stevens. Albumet släpptes i december 1967 på Deram Records. Singeln "A Bad Night"/"The Laughing Apple" nådde # 20 på den brittiska listan och "Kitty"/"Blackness of the Night" nådde # 47, men det var långt under de framgångar han hade haft med sitt debutalbum.

## Låtlista
1. "Kitty" – 2:23
2. "I'm So Sleepy" – 2:24
3. "Northern Wind" – 2:51
4. "The Laughing Apple" – 2:39
5. "Smash Your Heart" – 3:02
6. "Moonstone" – 2:18
7. "The First Cut Is the Deepest" – 3:03
8. "I'm Gonna Be King" – 2:30
9. "Ceylon City" – 2:29
10. "Blackness of the Night" – 2:31
11. "Come on Baby (Shift That Log)" – 3:52
12. "I Love Them All" – 2:12